# Apocephalus marginatus
Apocephalus marginatus är en tvåvingeart som beskrevs av Borgmeier 1925. Apocephalus marginatus ingår i släktet Apocephalus och familjen puckelflugor. Inga underarter finns listade i Catalogue of Life.